# Jablanovec
Jablanovec je naseljeno mjesto koje je administrativno u sastavu grada Zaprešića. Pripada Zagrebačkoj županiji.

## Zemljopis
Jablanovec se nalazi 10-ak km od grada Zagreba. Naselje se proteže na površini od 8,07 km².

## Gospodarstvo
Na području Jablanovca nalazi se "Westgate Shopping City", najveći trgovački centar u Europskoj uniji.
Od 1995. godine nalazi se u sastavu grada Zaprešića.

## Povijest
Pod današnjim imenom prvi put se spominje 1340. godine kao posjed 'Jablanovch'. Međutim, lokaliteti Gipka i vrh strme gore 'Zelemen' (Kameni svati odnosno Zakićnica) koji se nalaze na njegovom južnom rubu prema Ivancu, spominju se već 1209. godine u povelji kralja Andrije II danoj zagrebačkom županu Vratislavu. U toj povelji ova dva lokaliteta navode se kao sjeverna međa Vratislavovog podsusedskog posjeda pri crkvi Sv. Martina. Međaš tog posjeda prema sjeveru je vrlo vjerojatno posjed Poljanica ili Lubenik. Za Lubenik isti dokument samo kratko navodi da se nalazi niže međa crkve Sv. Nikole. Sama crkva se prema tom dokumentu nalazi u Poljanici, međutim već 1334. godine se Sv. Nikola u popisu župa zagrebačke biskupije locira u Lubenik. Jablanovec se nekoliko puta tijekom 16. stoljeća (1501. i 1574. godine u popisu župa zagrebačke biskupije) navodi kao mjesto gdje se nalazi župa i crkva Sv. Nikole. Međutim, tijekom 15. i 16. stoljeća Jablanovec je sjedište jedne od sudčija susedgradsko-stubičkog vlastelinstva koja je obuhvaćala područje bistranskog podgorja Medvednice izuzevši Ivanec. Tu sudčiju dokumenti ponekad nazivaju Podgorje, a još češće Jablanovec, pa je vjerojatnije da se Jablanovec kao sjedište župe spominje samo u smislu naziva sudčije u kojoj se nalazi crkva. Ovo potvrđuju podaci iz kanonske vizitacije iz 1622. godine koji izrijekom navode da se niže ondašnje crkve nalazi selo Poljanica. Za prvotnu crkvicu Sv. Nikole se u tom dokumentu kaže da je mala i u vrlo trošnom stanju. Današnja crkva Sv. Nikole nanovo je izgrađena 1631. godine najvjerojatnije na istom mjestu. Nakon toga upravno i crkveno težište sudčije Podgorje seli se prema Donjoj Bistri. Tako je Jablanovec tijekom 19. i 20. stoljeća u sastavu općine Bistra sa sjedištem u Donjoj Bistri (s malim prekidom od 1941. do 1945 kada je postojala općina Jablanovec), dok je od 1955. godine u sastavu općine Zaprešić. Od 1995. godine Jablanovec je u sastavu Grada Zaprešića.

## Prirodne i kulturne znamenitosti
- Kapela Sv. Ivana Krstitelja[5]

Kapela nepoznate starosti koja se prvi put spominje 1630. godine. Godine 1650. se navodi da je drvena i da ima ograđeno groblje, što bi značilo da je zidanu građevinu dobila tijekom 17. ili 18. stoljeća. Ta zidana kapelica bila je dva puta dograđivana. Posljednji put 1854. godine od kada potječe i sadašnji zvonik. Jezgra kapele nadsvođena dubokom bačvom i poligonalnom apsidom izgrađena je od pravilnih kamenih blokova.
- Spomenik Augustu Šenoi

Podigli mještani 1982. godine u čast hrvatskog književnika koji je prvi opjevao legendu o okamenjenim svatovima, a prigodom 100. godišnjice njegove smrti.
- Područna škola Jablanovec

Pučka škola izgrađena 1903. godine s jednom učionicom i školskim stanom; druga učionica dograđena 1941. godine, a treća učionica 2016. godine.
- Kameni svati (489 m)[6]

Vrh s dolomitnim stijenama uz koji se vezuje legenda o okamenjenim svatovima. Najljepši medvednički vidikovac.
- Muzej automobila „Ferdinand Budicki”

## Stanovništvo
Prema popisu stanovništva iz 2001. godine Jablanovec ima 1343 stanovnika koji žive u 420 kućanstava. Gustoća naseljenosti iznosi 166,42 st./km².
| broj stanovnika | 677   | 710   | 655   | 749   | 798   | 883   | 858   | 914   | 865   | 851   | 861   | 843   | 868   | 1042  | 1343  | 1378  | 1301  |
|                 | 1857. | 1869. | 1880. | 1890. | 1900. | 1910. | 1921. | 1931. | 1948. | 1953. | 1961. | 1971. | 1981. | 1991. | 2001. | 2011. | 2021. |

## Poznate osobe
- Ivan Košutić, hrv. nogometni sudac

- Tomislav Špiček, jedan od najpoznatijih kuhara u Hrvatskoj

- Ivan Androić, član Los Caballerosa (mariachi)
- Nataša Mikuš-Žigman, hrvatska je političarka i stručnjakinja za europske fondove koja je 2025. godine imenovana za ministricu regionalnog razvoja i fondova Europske unije u Vladi Republike Hrvatske.